# Tuple space
Tuple space е изпълнение на парадигмата на асоциативната памет за паралелно/дистрибуционно изчисление. То осигурява масив от подредени списъци от елементи, който могат да бъдат достъпни едновременно. Като илюстративен пример, има група процесори, който произвеждат парчета от данни и група процесори, които използват данните. Генераторите вписват данните като подредени списъци от елементи в пространството и потребителите след това извличат данните от пространството, което съвпада със съответния модел. Това е също известно като метафора на черната дъска (blackboard metaphor). За Tuple space може да се мисли като за разпределена споделена памет.
Tuple spaces са били теоретичната основа на езика Linda, разработен от Дейвид Гелернър (David Gelernter) и Николас Кареро (Nicholas Carriero) от Йейлския университет.
Имплементации на tuple space са разработени за Java (JavaSpaces), Lisp, Lua, Prolog, Python, Ruby, Smalltalk, Tcl, и .NET framework.